# Barranc dels Rius
El barranc dels Rius és un barranc afluent del riu de Carreu. Discorre pel terme de Conca de Dalt, al Pallars Jussà, dins dels antics termes d'Hortoneda de la Conca i d'Aramunt.
Es forma a ponent del poble de Pessonada, dins de l'antic terme d'Hortoneda de la Conca, per la unió de la llau de les Arguiles i la llau de la Marrada, entre les partides d'Hortells (nord-oest) i Llagunes (sud-est), i davalla cap a ponent fins que, al nord de la partida dels Rius trenca sobtadament cap al sud. Travessa la partida dels Rius i s'aboca en el riu de Carreu a les Valls.